# Menuet antique
Menuet antique, Op. 7 in Fa diesis minore, è un brano per pianoforte solo del compositore francese Maurice Ravel scritto nel 1895; in seguito il pezzo fu orchestrato dallo stesso Ravel nel 1929.

## Storia
Nel 1895 Ravel, studente del Conservatorio di Parigi, fu allontanato dai corsi poiché, da regolamento, per tre anni consecutivi non aveva ottenuto diplomi o menzioni. Egli tuttavia non si perse d'animo e continuò a scrivere. La sua prima composizione importante fu il Menuet antique che, come disse l'autore stesso, fu anche la sua prima opera pubblicata. Ravel scrisse il pezzo per rendere omaggio a Emmanuel Chabrier che aveva accolto con favore i suoi primi lavori e contribuito a stabilire la sua notorietà nell'ambiente musicale. Il musicista aveva fatto sicuramente riferimento al Menuet pompeux scritto da Chabrier nel 1885.
La versione per pianoforte fu eseguita per la prima volta privatamente nel gennaio 1898 da Ricardo Viñes, amico fraterno a cui il compositore dedicò la composizione; Viñes in seguito presentò anche le anteprime di molte altre opere di Ravel. L'esecuzione pubblica del brano avvenne invece il 18 aprile alla Salle Érard sempre eseguita da Viñes. La trascrizione orchestrale fu ascoltata per la prima volta in pubblico l'11 gennaio 1930 con l'Orchestre Lamoureux sotto la direzione dello stesso Ravel.

## Analisi
Il Menuet antique può essere considerato il primo capolavoro di Ravel; è una composizione formalmente piuttosto semplice e si presenta in forma tripartita; la prima parte, indicata con Majesteusement, è il minuetto effettivo seguito dal Trio (Doux) e si conclude con la classica ripresa.
Sull'onda di Chabrier, Ravel dedicò notevole valore al ritmo che nella prima parte è ben rimarcato; nelle sonorità prevalgono le note acute che conferiscono al brano una grande leggerezza e una sonorità argentea, avvalorate dall'uso frequente di staccati. Il Trio, più pacato ritmicamente, ha un tono arcaicizzante dovuto essenzialmente ad un'attenta intonazione modale.
La forma del minuetto riappare in alcune delle successive composizioni di Ravel, come il movimento centrale della Sonatine del 1905 e il quinto movimento di Le tombeau de Couperin scritto fra il 1914 e il 1917.

## Orchestrazione
La versione orchestrale del 1929 è scritta per un'orchestra composta da ottavino, due flauti, due oboi, corno inglese, due clarinetti, clarinetto basso, due fagotti, controfagotto, quattro corni, tre trombe, due tromboni, tuba, timpani, arpa e archi